# David Vidales

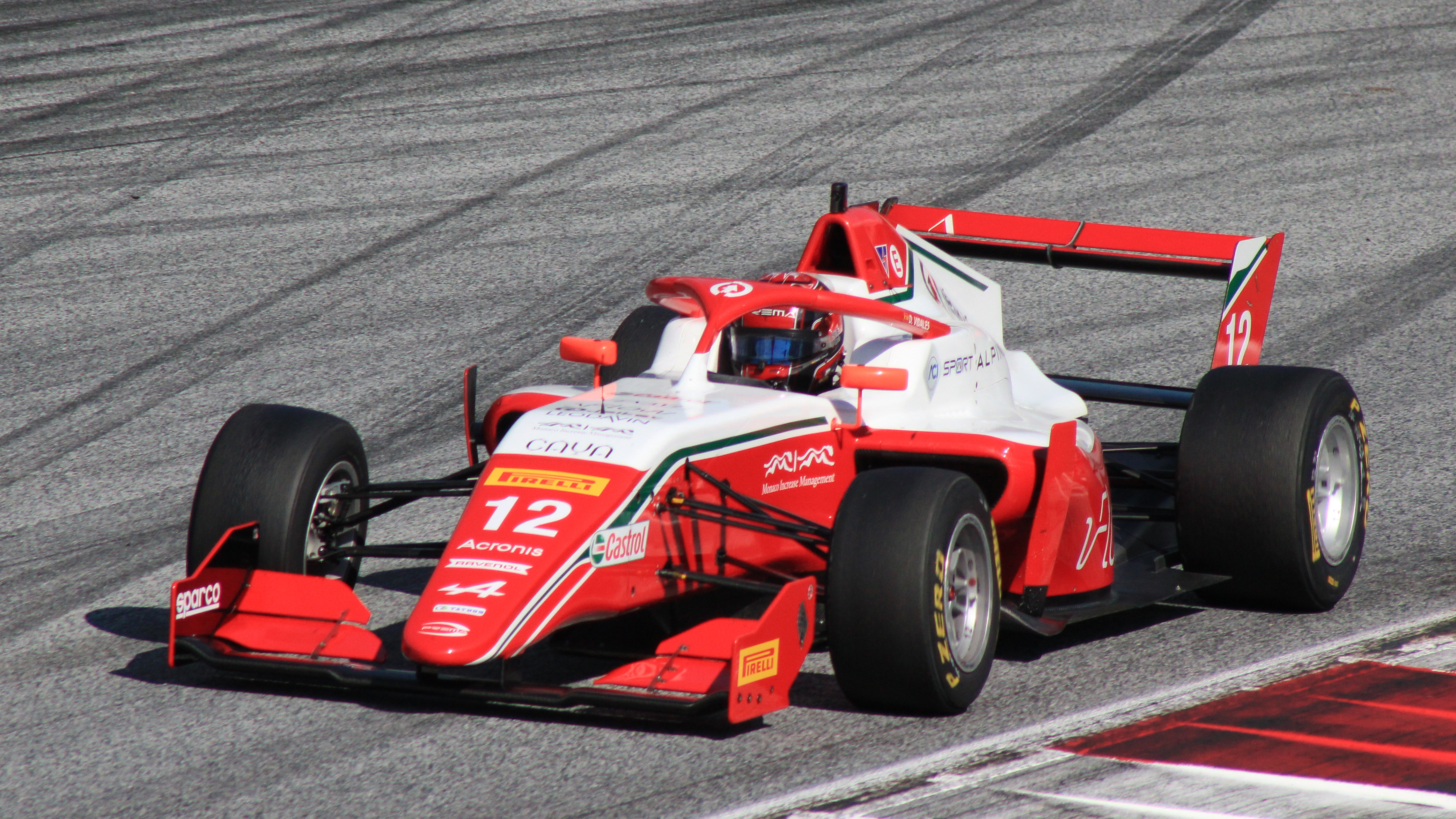
David Vidales op de Red Bull Ring in 2021

David Vidales Ajenjo (León, 1 mei 2002) is een Spaans autocoureur.

## Carrière
Vidales begon zijn autosportcarrière in het karting in 2013. In zijn eerste twee jaren werd hij Spaans kampioen. In 2017 werd hij derde in de WSK Final Cup. Dat jaar werd hij tevens tweede in het CIK-FIA wereldkampioenschap karten. In 2018 werd hij derde in de wereldcup en in 2019 eindigde hij een positie hoger in dit kampioenschap. 
In 2020 maakte Vidales de overstap naar het formuleracing, waarin hij debuteerde in de Eurocup Formule Renault 2.0 bij het team JD Motorsport vanaf het tweede raceweekend op het Autodromo Enzo e Dino Ferrari. In zijn eerste race behaalde hij direct de pole position en de overwinning, waarna hij ook de tweede race van dat weekend won. Hierna behaalde hij weliswaar geen zeges meer, maar stond hij nog wel vier keer op het podium; tweemaal op het Circuit Magny-Cours en eenmaal op zowel de Nürburgring als het Circuit Zandvoort. Met 169 punten werd hij zesde in het kampioenschap. Hij werd tevens achter Alex Quinn tweede in het rookiekampioenschap.
In 2021 begon Vidales het seizoen in het Aziatische Formule 3-kampioenschap, waarin hij uitkwam voor het Abu Dhabi Racing by Prema als vervanger van Dino Beganovic. Hij nam enkel deel aan de laatste twee raceweekenden, maar behaalde desondanks een podiumfinish op het Dubai Autodrome. Met 38 punten werd hij dertiende in de eindstand. Vervolgens keerde hij terug naar de Eurocup Formule Renault, dat werd samengevoegd met het Formula Regional European Championship en ook onder deze naam verder ging, en kwam hierin opnieuw uit voor het Prema Powerteam. Hij won de eerste race van het seizoen op Imola, maar behaalde hierna nog slechts twee podiumfinishes op het Circuit Ricardo Tormo Valencia en het Circuit Mugello. Met 102 punten werd hij tiende in het klassement.
In 2022 debuteerde Vidales in het FIA Formule 3-kampioenschap, waarin hij uitkwam voor het team Campos Racing. Hij behaalde een overwinning op het Circuit de Barcelona-Catalunya, maar in de rest van het seizoen kwam hij nooit verder dan een zevende plaats op het Circuit de Spa-Francorchamps. Met 29 punten werd hij zestiende in de eindstand.